# Krister Hanner
Krister Hanner, född 1944, är en svensk företagsledare och tidigare verkställande direktör för hälsokostföretaget Bringwell, är mannen som ligger bakom Hannermålet, C-438/02, gällande apoteksmonopolet i Sverige. 
Bakgrunden för Hannermålet var att han hade sålt produkter för rökavvänjning i en hälsovårdsbutik och blev därför polisanmäld. Stockholms tingsrätt begärde ett förhandsavgörande från EG-domstolen, som i sitt domslut konstaterade att apoteksmonopolet inte överensstämde med EG-rätten. Krister Hanner blev friad och domslutet från EG-domstolen resulterade i att Sverige vidtog åtgärder för att apoteksmonopolet skulle överensstämma med EG-rätten.